# Link me
Link me is een lied van de Nederlandse producer Trobi in samenwerking met de Nederlandse rappers Dopebwoy en JoeyAK. Het stond in 2022 als tweede track op het album Trobi on the beat van Trobi.

## Achtergrond
Link me is geschreven door Joel Hoop, Jordan Jacott, Rangel Silaev en Bryan du Chatenier en geproduceerd door Trobi. Het is een nummer dat past in de genres nederhop en pop rap. In het lied rappen en zingen de artiesten over een dame waar de liedverteller graag een relatie mee wil hebben. Er wordt verteld wat de liedverteller allemaal met haar van plan is, als zij zich aan hem koppelt.
Het is de eerste keer dat de drie artiesten tegelijkertijd op een lied te horen zijn. Wel werd er al onderling samengewerkt door JoeyAK en Trobi. Dit deden zij op Amiri.

## Hitnoteringen
Hoewel het nummer niet als single werd uitgebracht, hadden artiesten toch bescheiden succes met het lied in Nederland. Het piekte op de 77e plaats van de Single Top 100 in de vier weken dat het in deze hitlijst te vinden was. De Top 40 en haar Tipparade werden niet bereikt.